# معین التجاری (سرده)
معین التجاری (نام علمی: Clerodendrum) نام یک سرده از تیره نعناعیان است.

## نگارخانه

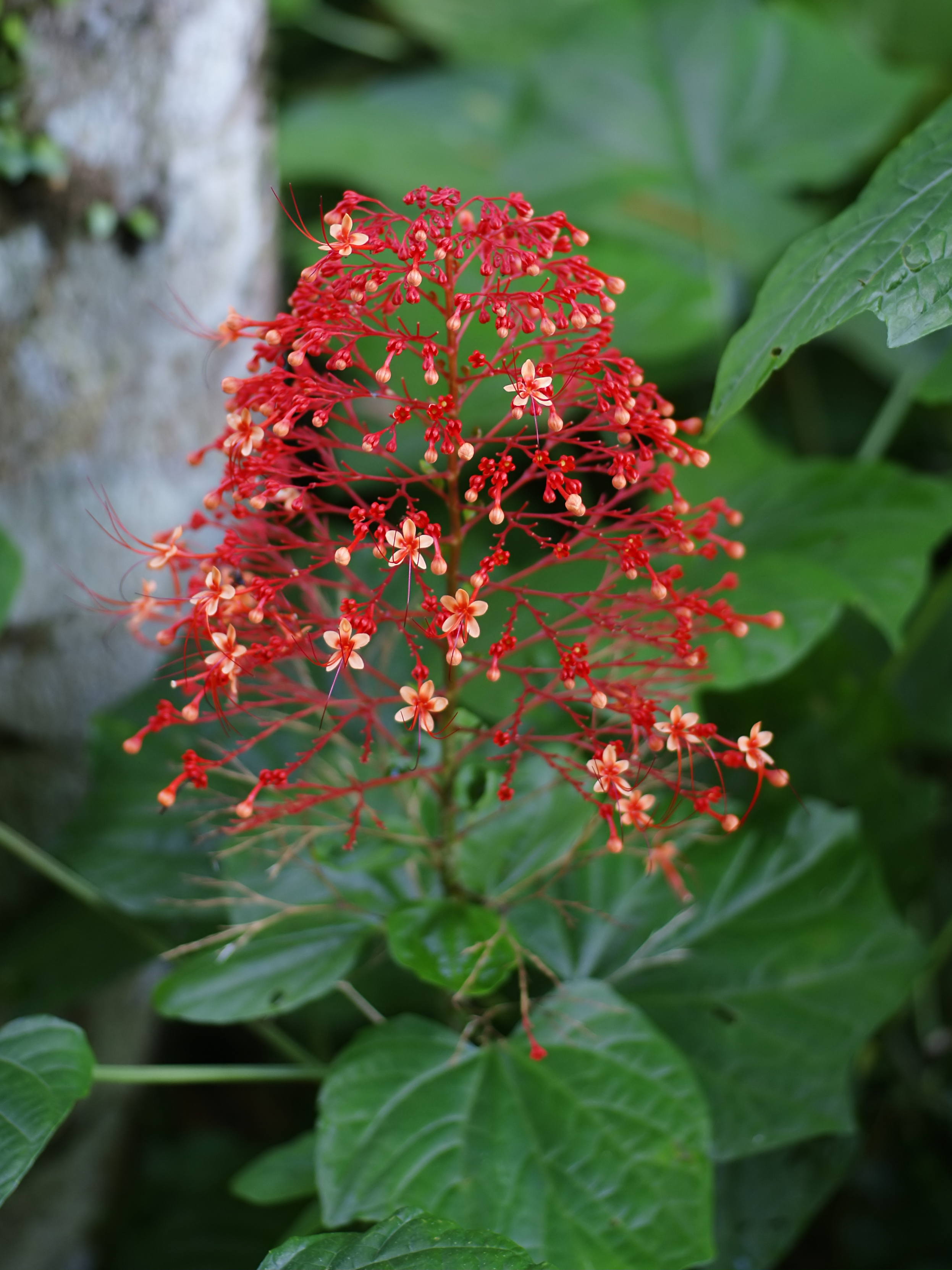
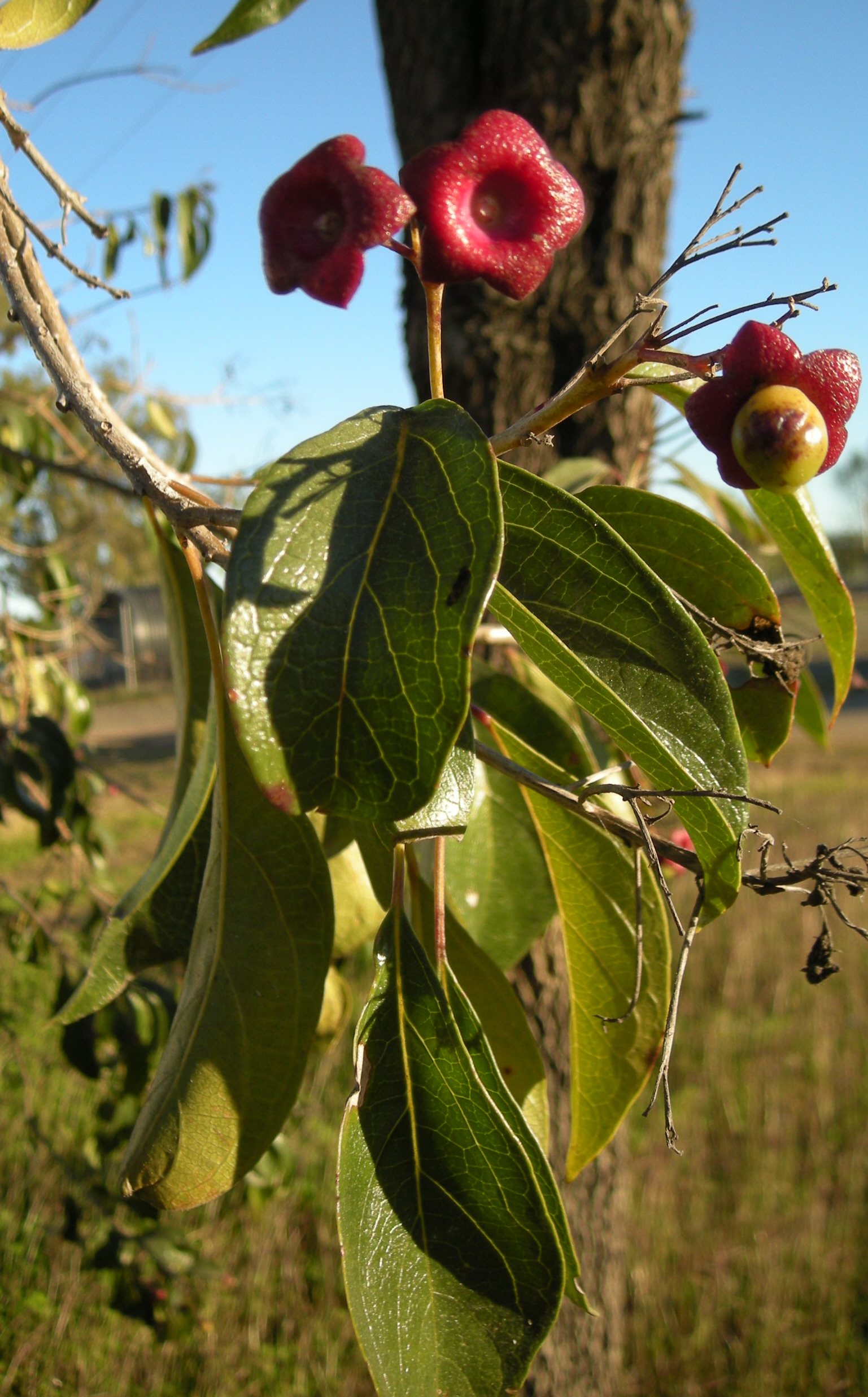
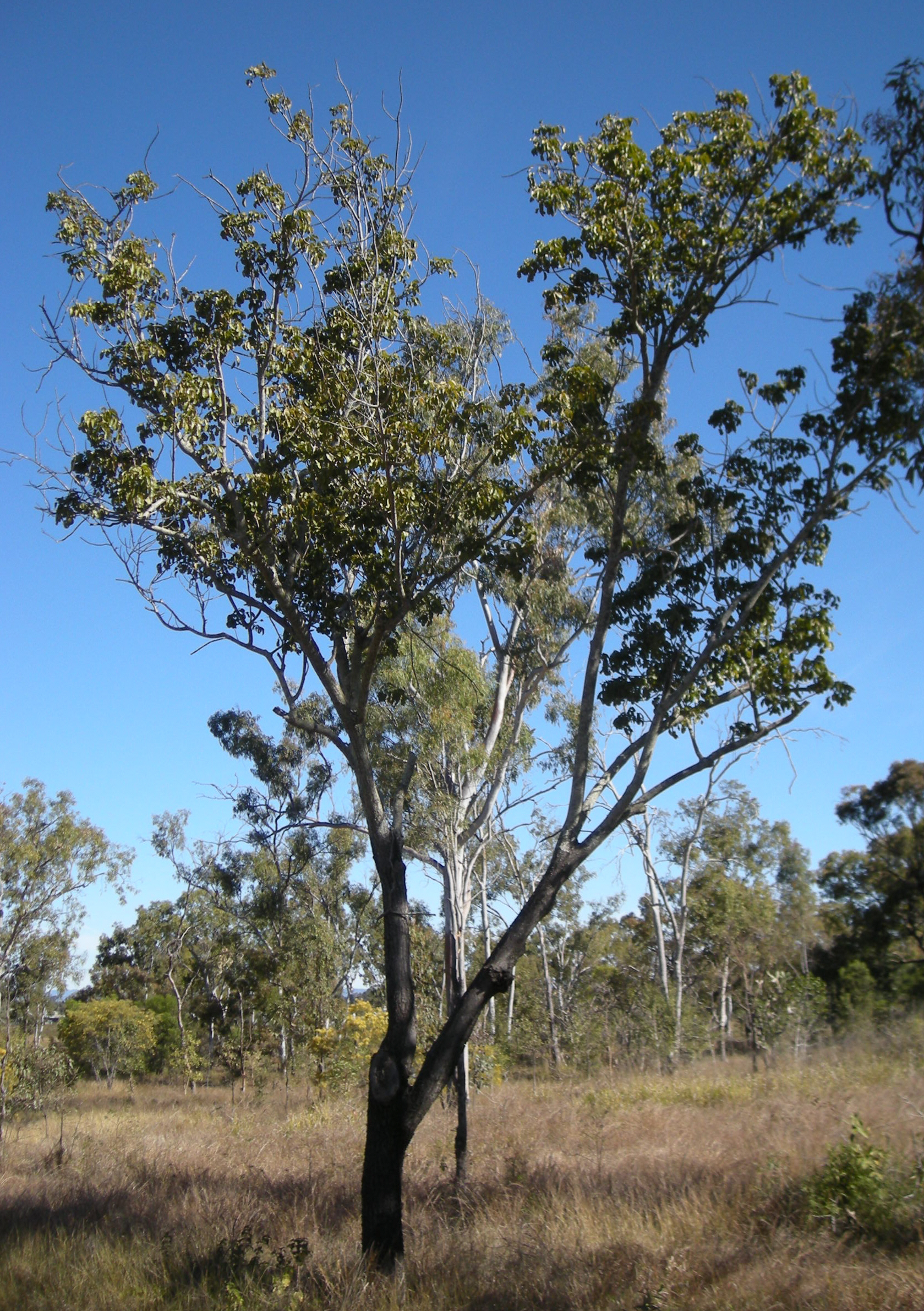
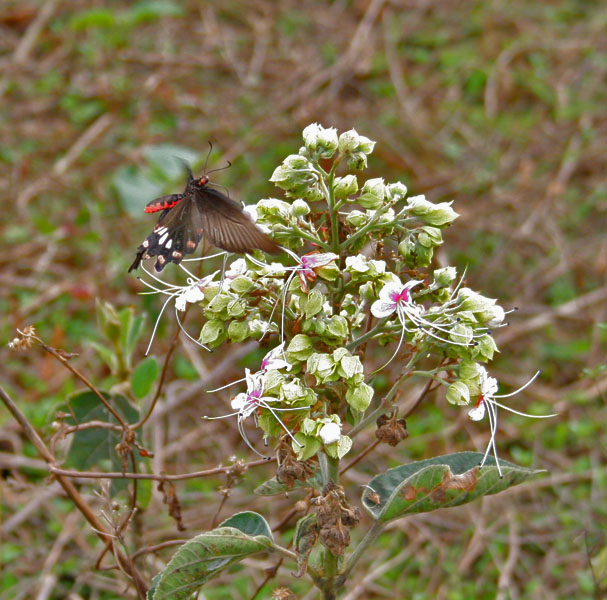